# Soundtrack

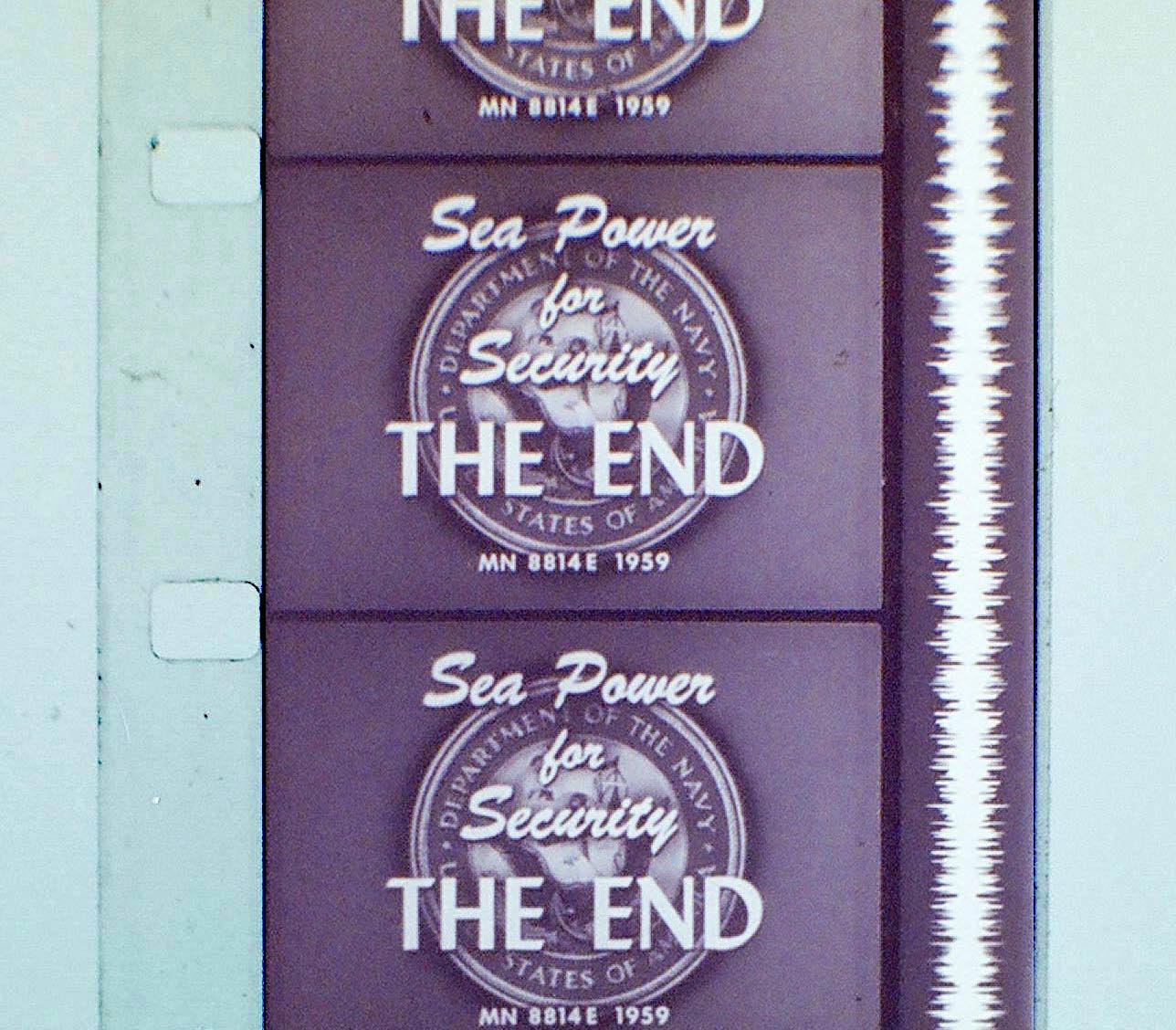
Phim 16 mm cho thấy một "vùng thay đổi" âm thanh ở bên phải.

Soundtrack có thể là nhạc đã thu âm sẵn đi kèm và đồng bộ với hình ảnh của một bộ phim, sách, chương trình truyền hình hay video game; một album nhạc phim được phát hành một cách thương mại âm nhạc trong nhạc phim của một bộ phim hoặc show truyền hình; hoặc phần vật lý của một phim mà bao gồm những âm thanh đã được ghi âm và đồng bộ sẵn.